# Самвидав
Самвидав (рос. самиздат) — видавані поза цензурою (зокрема в СРСР) підпільні листівки, брошури, книжки й періодичні видання — один з виявів  андеграунду та Руху опору.

## Виникнення терміна в СРСР
Назва саміздат з'явилася в народі як пародія на назви радянських державних видавничих організацій на зразок Госіздат, Політіздат тощо. Імовірно, першим близьке за змістом та формою слово «самсебевидав» (рос. самсебяиздат) ужив поет та перекладач Микола Глазков, який вже у 1940-і роки ставив це слово на виготовлених ним розфарбованих і переплетених машинописних збірках своїх віршів.
Термін «самвидав» виник завдяки зусиллям Івана Багряного, котрий у 1929 році видав окремою книжкою поему «Ave Maria». Нелукаві друкарі за певну ціну в одну ніч видрукували 1200 примірників поеми. Григорій Костюк так описував побачене: «Іван Багряний. „Ave Maria“ (латинкою!) Поема. Рік видання — римськими цифрами MCMXXIX, що значить 1929, видавництво „САМ“, місце видання не позначено». Багряний щодо своєї поеми завважував, що «головне і єдине призначення було в тому, щоб висловити своє незадоволення». Це називається класика.
У радянському «Самвидаві» з'являлися різними мовами (російською, українською та іншими) літературні, філософські й суспільно-політичні твори, дослідження з мистецтвознавства, релігійні (богослужбові) книги, підручники, передруки й переклади недозволених в СРСР чужоземних творів, зокрема інформації про нерозв'язане національне питання, вияви антирадянського опору, протести громадян проти порушення законності та принципів прилюдності на судових процесах, про арешти, суди й позасудові репресії КДБ, стенографічні записи допитів і судових процесів, ревеляції про умови перебування в'язнів у в'язницях, виправно-трудових таборах і психіатричних лікарнях тощо. Найбільше було літературних творів. Існував церковний самвидав — баптистів, адвентистів сьомого дня, греко-католиків. Віруючі переписували під копірку й поширювали Євангеліє, бо купити Святе Письмо в атеїстичній державі було малореально. Медики шукали можливості скопіювати чи передрукувати новітні методики масажу. Спортсмени брали з фотокопій уроки карате, а школярі — перші «уроки еротики».

Видання «Самвидаву» реалізувались за допомогою різних технічних засобів: переписування, розмноження на шапірографах, на ротаторах тощо. Вони передавались із рук у руки, через однодумців, знайомих, поштою, підкидуванням. «Самвидав» поширювався головним чином серед інтелігенції, студентства, письменників і митців; до ширших кіл він доходив завдяки закордонним радіопересиланням.
Головне завдання «Самвидаву» — інформація поширюється шляхом негайно публікованих листівок та документів про ті чи інші події і серійних видань таких, як загальносоюзна «Хроника текущих событий» (з квітня 1968) й обмежений українськими справами «Український вісник» (з січня 1970 р.; 8 випусків до 1974 р.).
Російські дослідники Т. Храмова та О. Даніель запропонували формулу значення самвидаву — як власне суті опозиційної діяльності в СРСР — «Адже до чого зводилася дисидентська активність 1950—1980-х рр.? Відсотків на дев'яносто п'ять — до породження різного роду текстів. Художніх, правозахисних, наукових, публіцистичних, політичних — будь-яких».
Український журналіст Вахтанг Кіпіані, який колекціонує та досліджує самвидав, вважає, що символом самвидаву є вислів Володимира Буковського — сам пишу, сам поширюю, сам сиджу за це в тюрмі.
Крім паперового, існував ще й «магнітіздат» — магнітофонні записи, здебільшого — пісні бардів. Особливе місце займали пісні Булата Окуджави, Олександра Галича, але наймасовішими в «магнітіздаті» були пісні Володимира Висоцького.
Дослідники виділяють також «кібернетичний» або «цифровий» самвидав — розповсюдження текстів та інших творів у вигляді електронних видань на комп'ютерних носіях — магнітних стрічках, дискетах тощо. Саме таким чином з осені 1989 року розповсюджувався електронний бюлетень «Софтпанорама» — спершу використовувались популярні на той час дискети калібру 5.25 дюйми, ємністю 360 Кбайтів, згодом перейшли до сучасних 3.5-дюймових, а в апогеї обсяг кожного випуску саморобного бюлетеня, навіть у архівованому вигляді, досягав трьох дискет по 1.44 Мбайтів. Протягом близько 8 років вийшла майже сотня випусків «Софтпанорами», спроби надати виданню офіційного статусу науково-виробничого журналу виявилися безрезультатними.
Крім самвидаву, існував так званий «тамвидав», тобто книги, які завозилися різними людьми з-за кордону і поширювалися на території Радянського Союзу.

## Самвидав у СРСР
У СРСР самвидав як масове явище розпочався у кінці 1950-х. На думку деяких дослідників, першим популярним самвидавним твором був текст антисталінської промови Хрущова, виголошеної на закритій частині XX з'їзду КПРС. Невідомо, яким чином вдалося її записати, проте процес розповсюдження «самиздата» був дуже потужним: за кілька днів після з'їзду промову в народі цитували цілими уривками.
Проти активістів самвидаву до 62 року використовувалася відома 58-ма стаття КК РРФСР, що мала 13 підпунктів, один з яких був «антирадянська агітація і пропаганда». Ця стаття і застосовувалася до «саміздатчиків», зокрема до творців журналів «Синтаксис» і «Фенікс».
Після 1961 року в кримінальному кодексі з'явилися нові статті, серед яких дуже активно застосовувалася стаття 62 КК РРФСР «Антирадянська агітація і пропаганда» (до 7 років позбавлення волі, плюс 5 років заслання).

## Самвидав в Україні
1964 року підпільна націоналістична організація «Український Національний Фронт» видала перше число машинописного журналу «Воля і Батьківщина» (загалом відомі 16 випусків). Відтак, у січні 1970 р. львівський журналіст В'ячеслав Чорновіл розпочав випуск машинописного журналу «Український вісник», який став найвідомішим органом незалежного слова в радянській Україні. Після розгрому редакції група дисидентів (Степан Хмара, Олесь і Віталій Шевченки) зробили спробу відвести підозри від редактора Чорновола, випустивши незалежно від нього 7 і 8 числа «УВ». Видавці були так само вирахувані КДБ й покарані багаторічними термінами. Водночас інша група підпільників — «Українська загальнонародна організація», або як її ще називають УНФ-2, під керівництвом Миколи Крайника видає кілька чисел ще одного «Українського вісника».
В Україні з початку 1960-х років активно поширювалися у «Самвидаві» поезії Ліни Костенко, Миколи Вінграновського, вірші і щоденник Василя Симоненка, інших шістдесятників.
Серед найважливіших текстів українського «Самвидаву» були трактат Івана Дзюби «Інтернаціоналізм чи русифікація?», опублікований, у формі листа до ЦК КПУ у грудні 1965 р., збірник матеріалів В'ячеслава Чорновола «Лихо з розуму» про арешти і суди 1965–1966 рр.(1967), твори Валентина Мороза, Євгена Сверстюка, Михайла Осадчого, Василя Голобородька, Ігоря Калинця, Василя Стуса, Миколи Холодного.
У «Самвидаві» поширювалися також передруки в українських дореволюційних, з західно-українських і еміграційних видань, зокрема з історії й публіцистики (Івана Франка, Михайла Грушевського).
Більшість з опублікованих у «Самвидаві» писань і документів були одержані за кордоном й передруковані у видавництвах «Сучасність» (з 1965 р.), «Смолоскип» разом з Першою Українською Друкарнею у Франції (з 1967 р., у тому числі всі випуски «Українського вісника») та ін. Деякі з них були також видавані англійською (праці Чорновола, Дзюби, Мороза та зб. документів), французькою (Чорновола і Осадчого) й іншими мовами.
Перше періодичне видання рок-самвидаву побачило світ не в Ленінграді, Москві чи Свердловську — визнаних центрах радянської сучасної музики, а в Харкові — «Бит-Эхо», редактором якого був Сергій Коротков. Натомість, добре описана в літературі історія розгрому львівського мистецького альманаху «Скриня» (Григорій Чубай, Віктор Морозов, Юрій Винничук, Микола Рябчук та інші).
У 1986 р. у Харкові виходить журнал «Рок-курьер», редактором якого був Олександр Мартиненко, у серпні 1987-го - відновлює свою діяльність Український вісник, у листопаді 1988 р. у Сумах починає виходити перша самвидавна газета часів перебудови «Движение», що її редактором була Алла Криганова.
В Києві відомим діячем самвидавчого руху  був філософ   А. Беліченко,  який починав  з  двох рукописних  номерів журналу «Без назви»,  спільно з поетом В. Хорошанським.  З 1988 А. Беліченко почав видавати книги на друкарській машинці  у 1979-1980 - збірки своїх віршів «Інший»(три томи) і «V», а також  поему «Написи Софії Київської».  У 1991 він  став  засновником та головним редактором неофіційного  літературно-філософського журналу «Самватас».  Перший номер відкривався  Маніфестом журналу — есеєм  А. Беліченка  «Поетика раунд-граунду", як київської версії андерграунду. Журнал мав новаторську спрямованість і об'єднував молодих поетів та філософів – адже назва читалася як бойовий вигук  «Сам в атас!»  Водночас  слово «Самватас», за розповсюдженим тодішнім прийомом подвійного - офіційного й неофіційного - читання , означає  назву фортеці Києва, про яку згадував візантійський імператор  Костянтин VII Багрянородний  у своїх текстах.  Після виходу п’яти номерів, у вересні 1992 журнал отримав державну реєстрвцію та виходив до 1999 за обраною спрямованістю та з незмінним попитом.  У «Самватасі»  друкували свої твори непересічні автори:   А.Пучков (вчений секретар журналу),   Ілля Назаров,  Віктор Кравець,  Ю. Зморович,  Л. Нефедьєв, Г. Лобановська  та ін. У серії «Бібліотека журналу «Самватас» вийшли перші книжки поезій  Л.Тишковської,  Д. Бураго та  О. Зараховича, а також перші філософські трактати  О.Босенка, М. Савельєвої,  Т. Возняка та ін. Номери журналу «Самватас» зберігає частково Центральний державний архів-музей літератури і мистецтва України.    
У 1989–1990 бурхливо розвивався періодичний самвидав — газети, журнали, бюлетені, вісники, альманахи. Під час перебудови в УРСР вийшли понад 1200 неофіційних видань, найвідоміші з яких — «Український вісник»,«Вісник РУХу», «Поступ», «Голос відродження», «Центральна рада»,«Євшан-Зілля», «Кафедра», «Вільне слово», «Каяла», «Пороги» тощо.
Скільки в Україні за часів комуністичної несвободи вийшло «нелітованих» органами цензури газет, альманахів, журналів, збірників, інформаційних вісників тощо не знає ніхто.
Найбільші доступні для дослідників збірки самвидаву є в Києві та Львові. В Національній бібліотеці України ім. В. Вернадського зібрано близько півтисячі назв газет і журналів українського неофіційного друку. А в Музеї-архіві українського самвидаву при Міжнародному благодійному фонді «Смолоскип» зберігається 243 назви видань політичних партій, рухів, самодіяльних громадських об'єднань, товариств, національних меншин та конфесій 1988–1992 рр. Основа цієї колекції зібрана працівниками очолюваного Осипом Зінкевичем Українського видавництва «Смолоскип» ім. Василя Симоненка (Балтимор, США).
В сучасній Україні практично відсутні класичні видавці. Переважно книжки видаються за рахунок автора, і на наклад в 1000 примірників потрібно викласти приблизно 30 тис.грн. Тож «Самвидав» шляхом викладення авторами своїх творів в мережу Інтернет займає вирішальну роль у становленні української літератури на початку XXI століття.

## Поширення терміна за межі СРСР

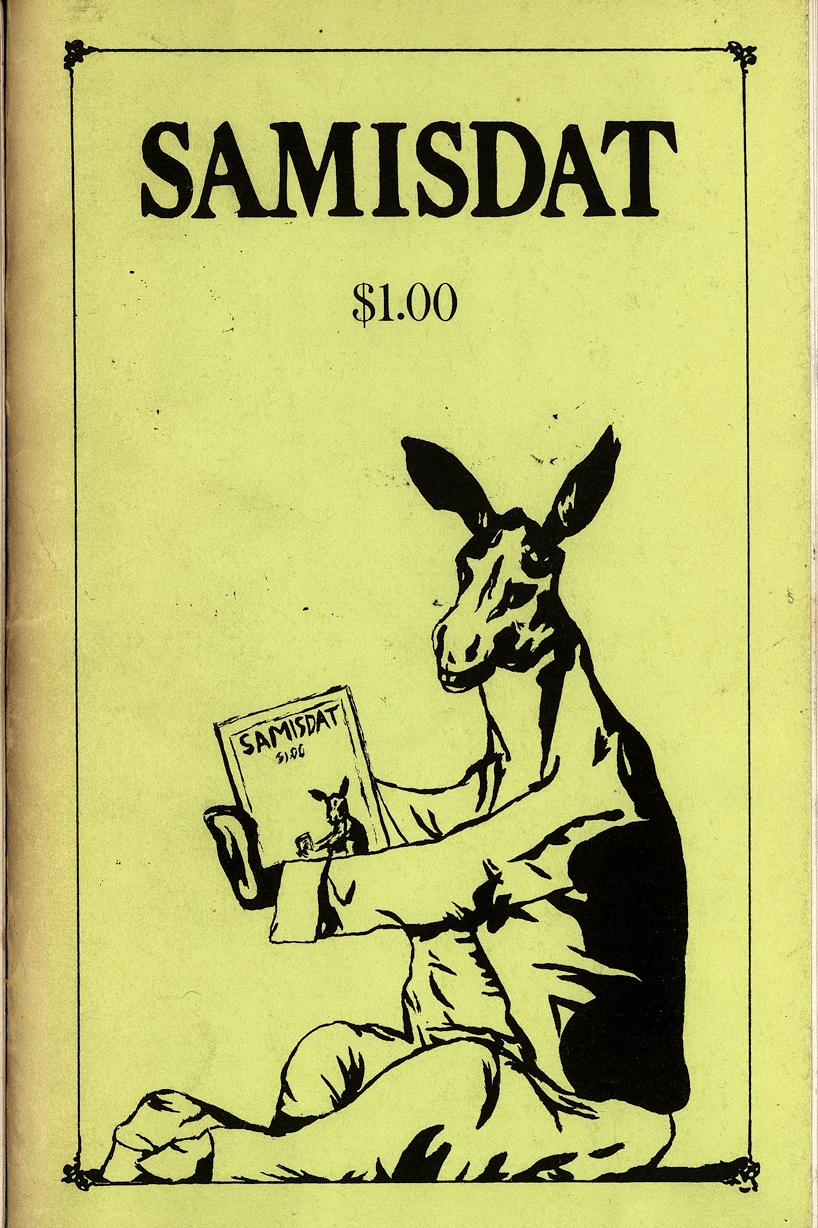
Обкладинка журналу «Samisdat», 1976 р.

В деяких випадках видання, що по суті не були самвидавом використовували назву «саміздат» аби підкреслити свою опозиційність та нонконформізм:
- samisdat.li — ліхтенштейнська атеїстична вебсторінка.
- Samisdat Magazine — американський журнал, виходив у штаті Іллінойс у 1998—2001 роках.
- Samisdat Publishers — назва канадського видавництва, заснованого в Торонто, Онтаріо, яке належить і управляється ревізіоністом Голокосту Ернстом Цюнделем. Більшість книг і брошур, опублікованих Samisdat Publishers протягом 1980-х і 1990-х років, були пов'язані із запереченням Голокосту.
- У 1996 році французький письменник, філософ та політичний діяч Роже Гароді здійснив за власний рахунок перше видання книги Основоположні міфи ізраїльської політики і в її вихідних даних позначив латинськими літерами «SAMISDAT»[5].
- Журнал «Samisdat[en]» дебютував як «Берклі Самвидав Огляд» (англ. The Berkeley Samisdat Review) у червні 1973 року і протягом двох десятиліть було видано 244 випуски. «Samisdat[en]» з самого початку мав антивоєнну, антисистемну, антикомуністичну спрямованість, цей літературний журнал також публікував матеріали проти ядерної енергетики та в підтримку тварин і вегетаріанства. Понад 1000 авторів друкувалося в «Samisdat[en]», для багатьох це було першою появою у пресі, дехто з цих авторів зробили успішну кар'єру як автори чи поети[6].
- Карл Саган у своїй науково-популярній книзі «Космос» вживає даний термін у розповіді про революційні погляди Анаксімандра на зміну фаз Місяця: «Це вчення вважалось настільки небезпечним, що манускрипти передавали з рук в руки потайки, немов своєрідний афінський самвидав» (англ. This doctrine was so dangerous that the manuscript describing it had to be circulated in secret, an Athenian samizdat). Таким чином, можна стверджувати, що даний термін є (уже принаймні декілька десятиліть) складовою частиною літературної англійської мови.[7]

## Технології самвидаву

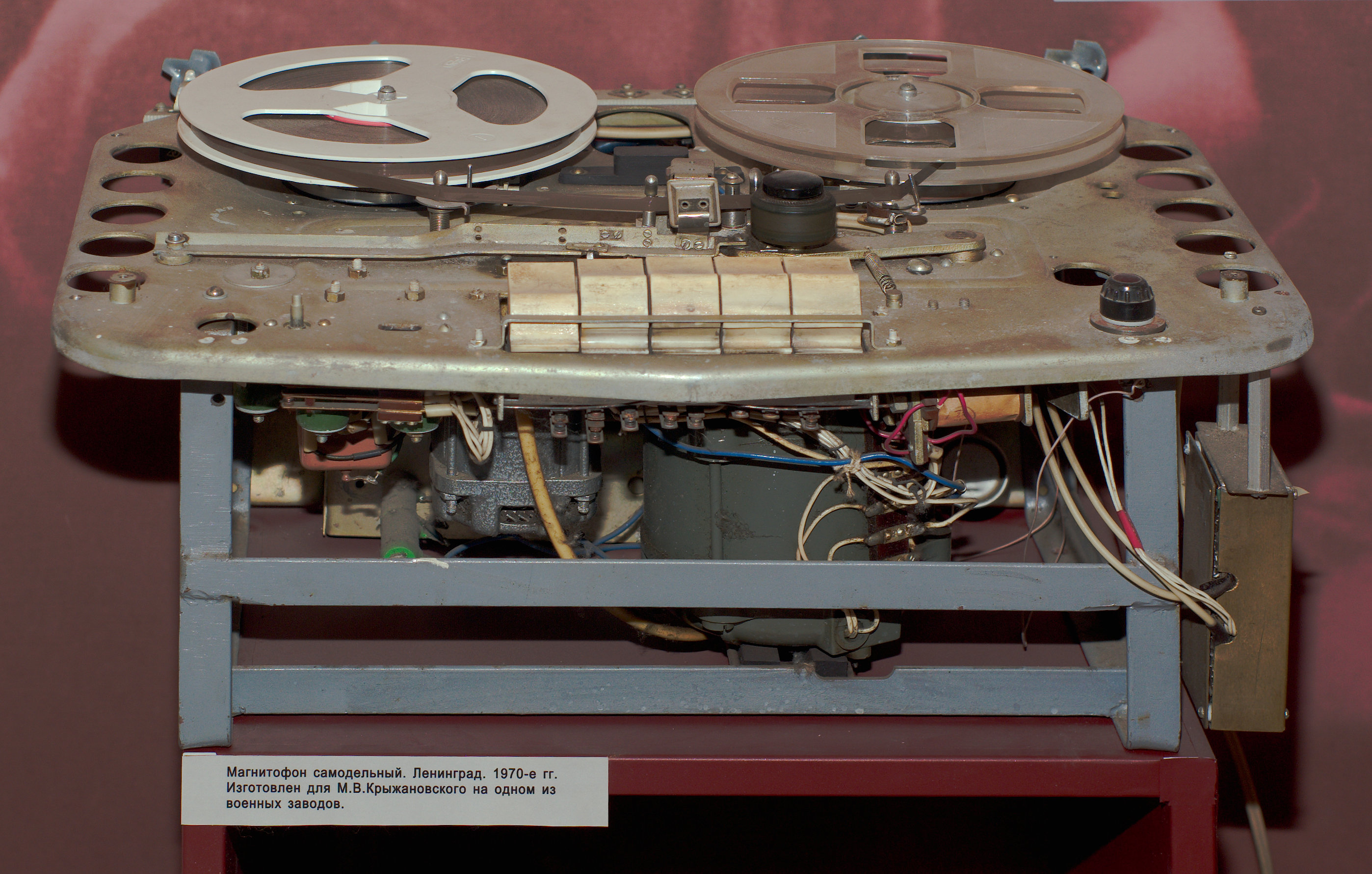
Саморобний магнітофон на базі вузлів м/ф «Тембр» (МАГ-59М), що належав М. В. Крижанівському. Фото з Державного музею політичної історії Росії

Спочатку самвидав виник як дешева і доступна альтернатива масової типографської продукції і поширювався в рукописному варіанті і у вигляді машинописних копій. Для прискорення процесу розмноження використовувався копіювальний папір. При листуванні вручну (кульковою ручкою) на газетному папері (50 г/м²) чітко виходило три копії, при використанні друкарської машинки — п'ять копій. На цигарковому папері копій виходило більше, але зважаючи на її напівпрозорість можна було використовувати тільки одну сторону листа.
У 1970-х роках для розмноження самвидаву працівники великих радянських інститутів стали використовувати принтери (це були перші принтери великих обчислювальних машин) і плоттери, а також папір великих форматів. Для розмноження машинописного самвидаву в тих же інститутах стало використовуватися ксерокопіювання (одним із заходів боротьби з подібним з боку влади і начальства був суворий облік і контроль використання подібної техніки з боку т. н. Першого відділу). Ілюстрації перед розмноженням фотографувалися, друкувалися на фотопапері як звичайні фотографії і вклеюється вручну в готове видання. Іноді фотографували (на стандартну 35-мм плівку) все видання цілком. Негативи використовувалися для передачі матеріалів за кордон і для розмноження.
Починаючи з кінця 1970-х років, в період поширення ЄС ЕОМ і СМ ЕОМ — почалося поширення самвидаву у вигляді комп'ютерних файлів, які переносяться від одного ПЦ до іншого на магнітних стрічках або, рідше, дисках.
Методом самвидаву поширювалися не тільки літературні твори, публіцистика і зображення, але і музика. Аудіотвори або нарізалися голкою саморобного фонографа, або на старих рентгенівських знімках («на кістках») (50-ті — 60-і роки), або записувалися на магнітофон і згодом копіювалися один в одного. У 1970-80 роках це породило феномен магнітоальбомів.